# Dolichoplia diuturna
Dolichoplia diuturna är en skalbaggsart som beskrevs av Marc Lacroix 1998. Dolichoplia diuturna ingår i släktet Dolichoplia och familjen Melolonthidae. Inga underarter finns listade i Catalogue of Life.